# チート〜詐欺師の皆さん、ご注意ください〜
『チート〜詐欺師の皆さん、ご注意ください〜』（チート さぎしのみなさん ごちゅういください）は、読売テレビ制作・日本テレビ系プラチナイトの木曜ドラマF枠で2019年10月4日から12月5日まで放送されていたテレビドラマである。主演は本田翼。
人の心を見抜く才能をもつ主人公が、詐欺師を騙し返し摘発するスペシャリスト集団「チート」のメンバーとなり、詐欺師たちとの騙しあいを繰り広げ懲らしめる様を描く。
スピンオフの『チート〜詐欺師の皆さん、まだまだご注意ください〜』の前編が地上波最終回放送後の2019年12月6日から、後編が12月12日からHuluにてオリジナルストーリーで配信される。

## 登場人物

### チート
星野沙希（ほしの さき） / 如月モモ（きさらぎ モモ）〈25〉
演 - 本田翼（幼少期：田中絆菜）
ソロでアイドル活動をしていたが、人気がなく3人組の「ジュエル☆トリコ」として活動する事になる。決め台詞は「はい、そこまで！」。
加茂悠斗（かも ゆうと）〈24〉
演 - 金子大地
警察官。隠れアイドルオタク。「ジュエル☆トリコ」のユナのファン。すぐに騙される頼りない性格。実は警察官ではなかった。
安斎和毅（あんざい かずき）〈35〉
演 - 風間俊介
警視庁捜査二課刑事。「チート」創設者。伝説の詐欺師・ナミオカを探している。
根岸俊（ねぎし しゅん）〈27〉
演 - 上杉柊平
元探偵。隠しカメラを設置したり、変装して強面役を演じる事も。7話で経歴詐称が発覚、実は職歴がなく探偵でもなんでもなかった。
丸山美月（まるやま みづき）〈21〉
演 - 福原遥
元ハッカー。7話で年齢詐称が発覚。高校生 (17) と偽っていたが実は21歳だった。

### ジュエル☆トリコ
マイ〈18〉
演 - 富田望生
モモと共にアイドルグループ「ジュエル☆トリコ」を結成。人気投票でセンターに選ばれる。
ユナ〈18〉
演 - 横田真悠
モモと共にアイドルグループ「ジュエル☆トリコ」を結成。センターをマイに奪われ意地悪をする。
中込真治（なかごめ しんじ）〈28〉
演 - 清原翔
アイドルグループ「ジュエル☆トリコ」のマネージャー。

### その他
蓮見将暉（はすみ まさき）〈35〉
演 - 桐山漣
警視庁捜査二課刑事。安斎の同期でライバル。
大谷光司（おおたに こうじ）〈27〉
演 - 岩本照 （Snow Man / ジャニーズJr.）
警視庁捜査二課刑事。蓮見将暉の部下。
謎の占い師 / 星野稔（ほしの みのる）
演 - 池内万作
加茂が通う新宿の辻占い師。

### ゲスト

#### 第1話
- 細川玲子〈28〉 - 横山由依

特殊詐欺グループの一員。
- 波岡了祐 - 高橋努

特殊詐欺グループの元締め。
- 五十嵐文枝 - 今本洋子

#### 第2話
- 神谷零士 - 神山智洋（ジャニーズWEST）

大学生。人気ユーチューバー「サスケ」を騙って詐欺を働く。
- 西田拓也 - 井上瑞稀（HiHi Jets）
- 佐野直人 - 佐藤新（ジャニーズJr.）

#### 第3話
- 望月亮子 - 映美くらら

イラストが趣味の朋子に、一緒に絵本を書かないかと持ちかける。
- 大貫雅和 - 飯田基祐

亮子と朋子の絵本を出版する出版社の人間。

#### 第4話
- 東堂真理亜 - 芦名星

マリアンヌ化粧品社長。
- 御子柴悟 - 村井良大

真理亜の右腕。

#### 第5話
- 勢野勇一 - 笠原秀幸

仮想通貨「ラミコイン」を扱う「ラミシステム」の日本法人代表。
- ハンナ - エリザベス・マリー

スイスにある世界中の金持ち専門のプライベートバンク「フラウドバンク」の日本法人担当。

#### 第6話
- KAITO - 福崎那由他

ハッカー。フィッシング詐欺で金品を騙し取っている。
- グエン・ファン・ダイン - 藤田富

ベトナム料理店のアルバイト。KAITOに頼まれて出し子のバイトをしている。

#### 第7話
- 野呂昌枝 - 木﨑ゆりあ

占いサイトで多額の被害にあいチートを訪れる。

#### 第8話
- 野中 - 長田成哉
- TEAM SHACHI - 本人

## スタッフ
- 脚本 - 松本美弥子、山下すばる、鹿目けい子
- 音楽 - 吉俣良
- 主題歌 - ももいろクローバーZ「stay gold」（EVIL LINE RECORDS）[4]
- 撮影 - 小野貴宏
- 編集 - 河村信二
- 法律監修 - 室谷光一郎
- 警察監修 - 古谷謙一
- チーフプロデューサー - 前西和成（読売テレビ）
- プロデューサー - 中山喬詞（読売テレビ）、高石明彦（The icon）
- 監督 - 湯浅典子、安見悟朗、北川瞳
- 制作協力 - The icon
- 製作著作 - 読売テレビ

## 製作
劇中歌
アイドルグループ「ジュエル☆トリコ」のオリジナル楽曲である「ジュエル☆トリコ」が2019年11月22日にデジタル配信された。本楽曲は本田、富田、横田らが本格的なボイストレーニングを経て収録され、本編第8話では実際のライブ会場を貸し切ってのライブシーンが撮影された。主題歌である ももいろクローバーZ「stay gold」を手がけたツキダタダシが編曲を手がけ、AKB48グループなどの振り付けをしているCRE8BOYが振り付けを担当した。

## 放送日程
| 話数                                                      | 放送日   | サブタイトル                     | サブタイトル                      | ラテ欄                                        | 脚本                  | 監督     |
| 話数                                                      | 放送日   | 本編                             | EPG欄                             | ラテ欄                                        | 脚本                  | 監督     |
| --------------------------------------------------------- | -------- | -------------------------------- | --------------------------------- | --------------------------------------------- | --------------------- | -------- |
| target 1                                                  | 10月4日  | 特殊詐欺グループ                 | サギ師を騙し返す 謎の組織誕生     | 詐欺師を痛快に騙し返す 怒涛の嘘つき合戦!      | 松本美弥子            | 湯浅典子 |
| target 2                                                  | 10月11日 | なりすまし ユーチューバー        | 次の標的は 動画配信なりすまし詐欺 | 騙し騙され騙し返す! 嘘まみれの痛快サギ合戦    | 山下すばる            | 湯浅典子 |
| target 3                                                  | 10月17日 | 悪質エンタメ詐欺                 | ニセ出版社VSニセ作家の 騙し合戦   | 裏切りの連続 悪質エンタメ詐欺師を 痛快に騙す! | 松本美弥子            | 安見悟朗 |
| target 4                                                  | 10月24日 | 危険な美容商品詐欺               | 女の敵を騙し返す! VS美容品詐欺    | VS女の敵! 美容品サギ師を痛快に騙し返す!       | 山下すばる            | 安見悟朗 |
| target 5                                                  | 10月31日 | 過去と今を繋ぐ 仮想通貨詐欺      | 渦巻く謎と嘘! VS仮想通貨詐欺      | 暴かれる謎! 嘘がさらなる謎を生む 仮想通貨詐欺 | 松本美弥子            | 湯浅典子 |
| target 6                                                  | 11月8日  | 急増中! フィッシング詐欺         | あなたも悪に 釣られていませんか?  | 急増の緻密詐欺を騙す! 謎と嘘の怒濤の後半戦    | 山下すばる            | 北川瞳   |
| target 7                                                  | 11月14日 | 悪質ネット占い詐欺               | 占い詐欺の裏に隠された 衝撃の事実 | 衝撃の結末! 嘘と裏切り者だらけの 課金占い詐欺 | 鹿目けい子            | 北川瞳   |
| target 8                                                  | 11月21日 | アイドルの敵! チケット詐欺       | 黒幕&嘘つきは? アイドルも餌食に   | アイドルの敵チケット詐欺! 嘘つく裏切者は誰?   | 松本美弥子            | 安見悟朗 |
| target 9                                                  | 11月28日 | サギ師集結! 地面師詐欺           | ラストゲーム開幕! 詐欺師が大集結  | 最終章開幕! 最後の嘘と騙し合い! 驚愕のラスト  | 山下すばる            | 安見悟朗 |
| Last target                                               | 12月5日  | 最終回! ナミオカ率いる地面師詐欺 | 怒涛の最終回! 全てが覆る最後の嘘  | 全てが覆る最後の嘘! 詐欺合戦の驚愕の結末      | 山下すばる 松本美弥子 | 安見悟朗 |
| 平均視聴率 3.5%（視聴率は関東地区・ビデオリサーチ社調べ） |          |                                  |                                   |                                               |                       |          |

- 初回・第2回・第6回は金曜0時9分 - 1時4分（事前番組『news zero』〈日本テレビ制作〉が拡大放送されたことによるもの）。
- この他、フジテレビ系とのクロスネット局であるテレビ大分・テレビ宮崎は前夜のフジテレビ系編成の都合により一部の回が時差ネットで放送されている。

## チェインストーリー
本編終了直後から本編最終回1週間後の2019年12月12日までGYAO!で独占配信されている。
サブタイトル
- #1.5 一人の男に秘密の顔がバレた!?
- #2.5 センター争い勃発! 他の二人に負けたくない…!!
- #3.5 三つ巴の歌唱バトル! はたして、歌声は…!?
- #4.5 真剣ボイトレに密着!! &中込マネージャーがまたもや四面楚歌!?
- #5.5 ジュエル☆トリコ解散危機!? 五感爆発の怒りの矛先はどこに…
- #6.5 モモの秘密がバレた!? 新マネージャーと新アイドル登場!? 6人の運命は…
- #7.5 ダンスを猛特訓中! 表情七変化の驚きのサプライズが…!!
- #8.5 七転八起! 大成功で終えたライブの先に待っていたのは…!?
- #9.5 沙希逮捕の裏でチートとアイドルがそれぞれ大集結! 終わりのない結末は…?

キャスト
- 本田翼、富田望生、横田真悠、清原翔
- 金子大地（#1.5、#6.5、#8.5、#9.5）、脳みそ夫（#1.5）、村田優斗（せみほたる）（#4.5）、福本莉子（#6.5、#7.5）、水島麻理奈（#6.5、#7.5）、上杉柊平（#9.5）、福原遥（#9.5）

スタッフ
- 脚本 - 高石明彦
- 音楽 - 吉俣良
- 特別協力 - GYAO!
- チーフプロデューサー - 前西和成
- プロデューサー - 中山喬詞、高石明彦
- 演出 - 北川瞳、安見悟朗
- 制作協力 - The icon
- 製作著作 - 読売テレビ

## BD / DVD
- チート〜詐欺師の皆さん、ご注意ください〜 Blu-ray BOX（2020年5月8日発売、TCエンタテインメント、品番：TCBD-0923）[9]
- チート〜詐欺師の皆さん、ご注意ください〜 DVD BOX（2020年5月8日発売、TCエンタテインメント、品番：TCED-4955）[10]